# Corvus enca
Il corvo beccofine o corvo beccosottile, anche noto come corvo della Sonda (Corvus enca (Horsfield, 1821)) è un uccello passeriforme della famiglia dei corvidi.

## Etimologia
Il nome scientifico della specie, enca, deriva da engkak, il loro nome comune in lingua giavanese.

## Descrizione

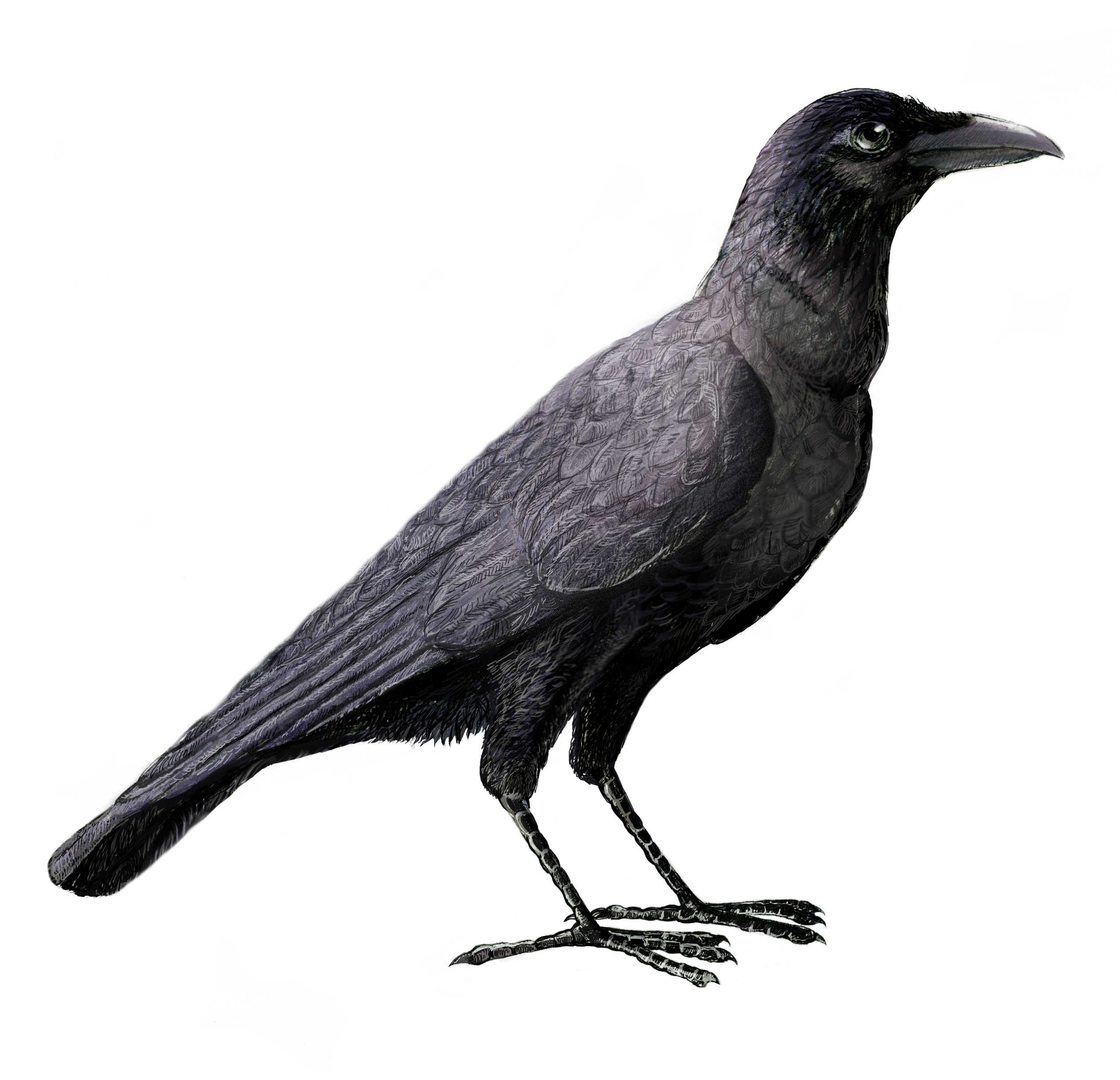
Illustrazione di esemplare.

### Dimensioni
Misura 40-47 cm di lunghezza, per 222-285 g di peso.

### Aspetto
i tratta di uccelli dall'aspetto robusto e massiccio, muniti di piccola testa arrotondata con forte collo e becco allungato e appuntito, piuttosto sottile (da cui il nome comune della specie) se comparato a quello osservabile in altre specie di corvo, lievemente ricurvo verso il basso: le ali sono digitate, le zampe forti e la coda piuttosto corta e dall'estremità squadrata.
Il piumaggio si presenta completamente nero, più scuro e con riflessi metallici su testa, ali ed area dorsale e più opaco e con sfumature grigie su spalle, petto e ventre.
Il becco e le zampe sono di colore nero, mentre gli occhi sono di colore grigio-ambrato.

## Biologia

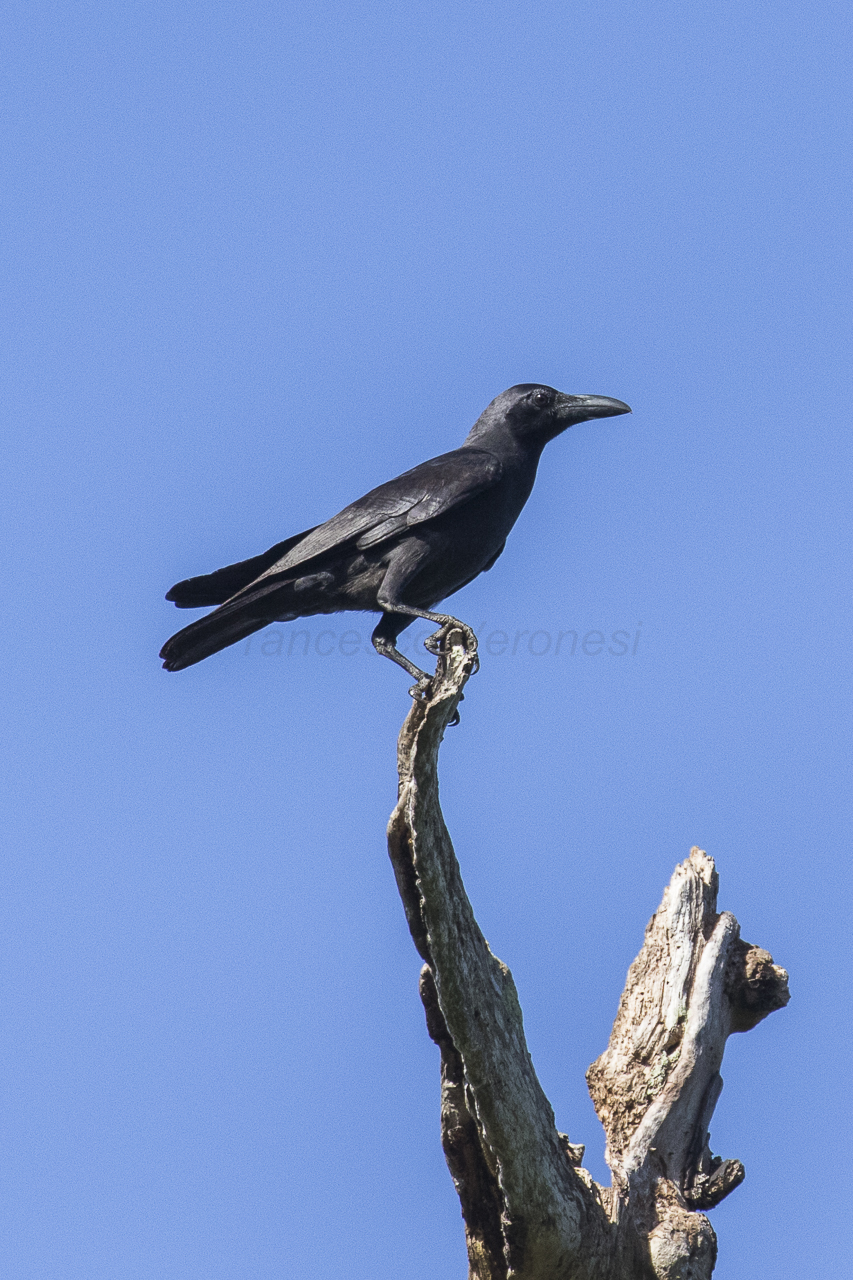
Esemplare nel parco nazionale di Meru Betiri.

Si tratta di uccelli dalle abitudini di vita essenzialmente diurne e gregarie, che vivono in gruppetti generalmente a composizione familiare formati da una quindicina d'individui: essi passano la maggior parte della giornata fra i rami di alberi e cespugli alla ricerca di cibo, non esitando a scendere anche al suolo per ottenerlo.
Il richiamo del corvo beccofine è un gracchio gracidante ripetuto 4-5 volte di fila, con intensità crescente a seconda dell'umore dell'animale.

### Alimentazione

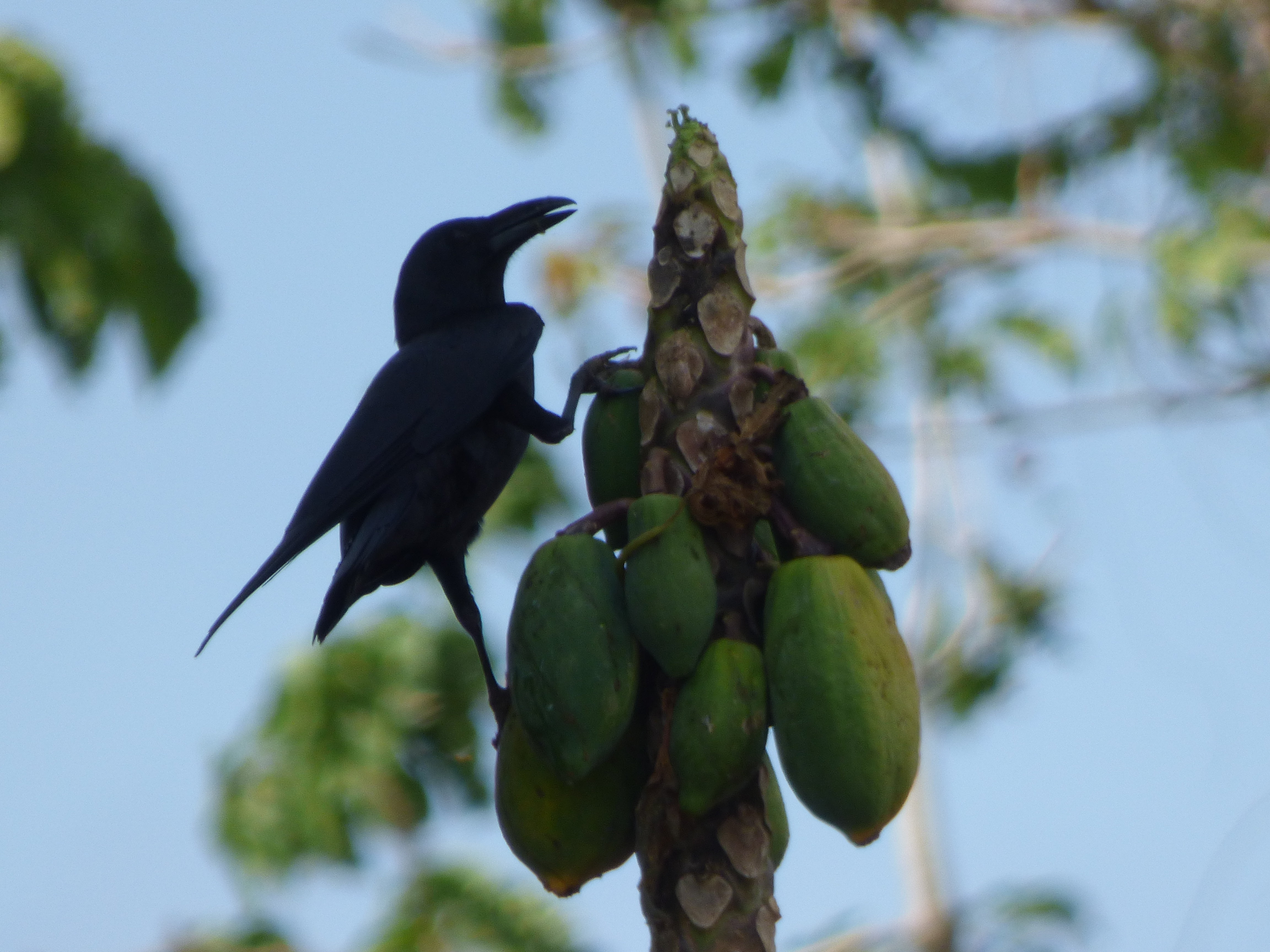
Esemplare si ciba da una papaya nel nord di Buton.

A dispetto dell'ampia diffusione del corvo beccofine, la sua dieta è stata sorprendentemente poco studiata finora: questi uccelli sono onnivori, privilegiando però (caso raro fra i corvidi) la componente vegetariana della propria dieta rispetto a quello animale, cibandosi in prevalenza di frutta matura e bacche ma dedicando una consistente parte della propria dieta ad invertebrati ed altri animaletti.

### Riproduzione
Si tratta di uccelli monogami, la cui stagione riproduttiva va da febbraio ai primi di luglio: i due partner collaborano in tutte le fasi della riproduzione, costruendo insieme il nido (una struttura a coppa edificata con rametti intrecciati nel folto di un albero) ed alternandosi nell'allevamento della prole, mentre la cova è appannaggio esclusivo della femmina (che però viene alimentata e protetta dal maschio durante l'incubazione delle uova).

## Distribuzione e habitat

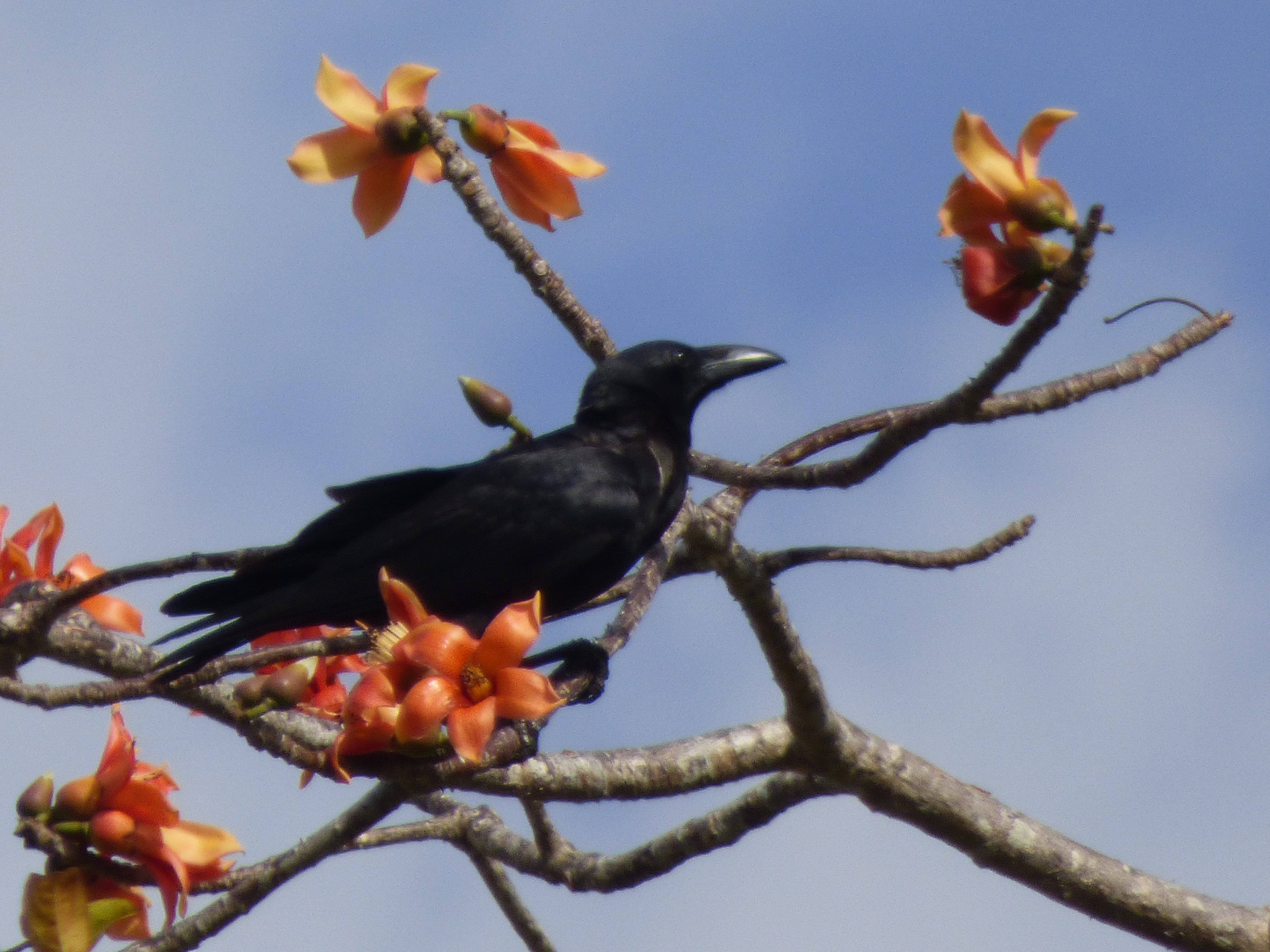
Esemplare su albero del cotone a Buton.

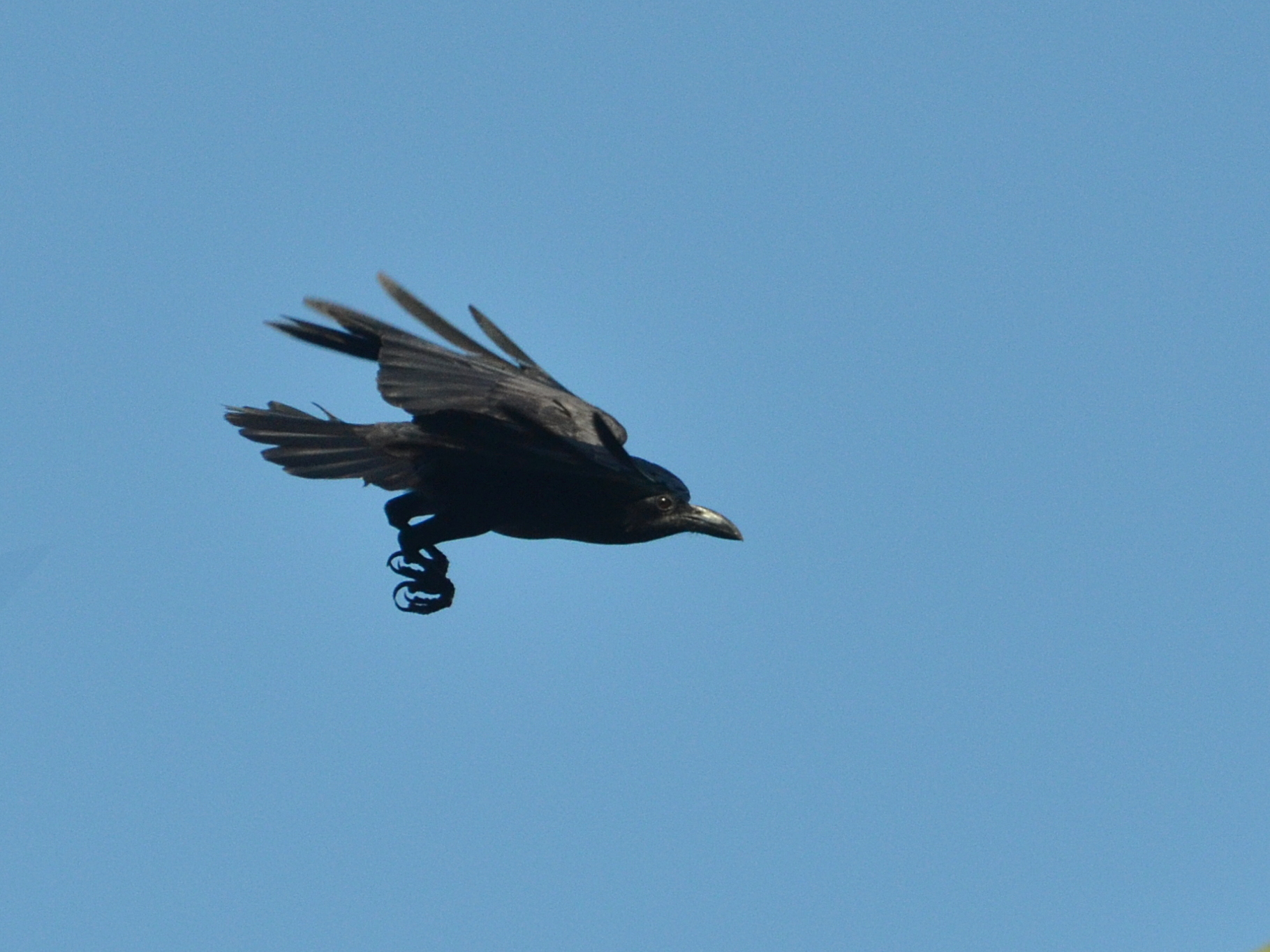
Esemplare in volo nel Sulawesi Settentrionale.

Il corvo beccofine è diffuso in un areale che comprende gran parte dell'Insulindia, dalla penisola malese alle isole minori a Sulawesi ed alle isole minori circonvicine (Bangka, Buton, isole Sangihe, isole Banggai, isole Talaud) attraverso Sumatra (comprese le isole Mentawai, Simeulue e Nias), Giava, Bali, Borneo e Filippine: un piccolo stormo di uccelli identificati come appartenenti a questa specie è stato inoltre recentemente osservato sulla costa occidentale di Sumba.
La specie è generalmente residente nell'areale di diffusione, talvolta non è infrequente che gli stormi si avventurino in spostamenti da un territorio all'altro, specialmente nelle isole minori.
L'habitat di questi uccelli è rappresentato dalla foresta pluviale tropicale primaria o anche secondaria (purché matura e con buona copertura arborea) ed i mangrovieti fino a 600 m di quota.

## Tassonomia
Se ne riconoscono 7 sottospecie:
- Corvus enca compilator Richmond, 1903 - diffusa nel nord-ovest dell'areale occupato dalla specie (penisola malese, Sumatra, Borneo);
- Corvus enca enca (Horsfield, 1821) - la sottospecie nominale, diffusa a Giava e Bali, oltre che sulle isole Mentawai;
- Corvus enca celebensis Stresemann, 1936 - diffusa a Sulawesi e sulle isole minori circonvicine;
- Corvus enca mangoli Vaurie, 1958 - endemica delle isole Sula;
- Corvus enca pusillus Tweeddale, 1878 - diffusa a Mindoro, nelle Calamian, a Palawan e Balabac;
- Corvus enca sierramadrensis Rand & Rabor, 1961 - endemica della Sierra Madre;
- Corvus enca samarensis Steere, 1890 - diffusa a Samar e Mindanao;

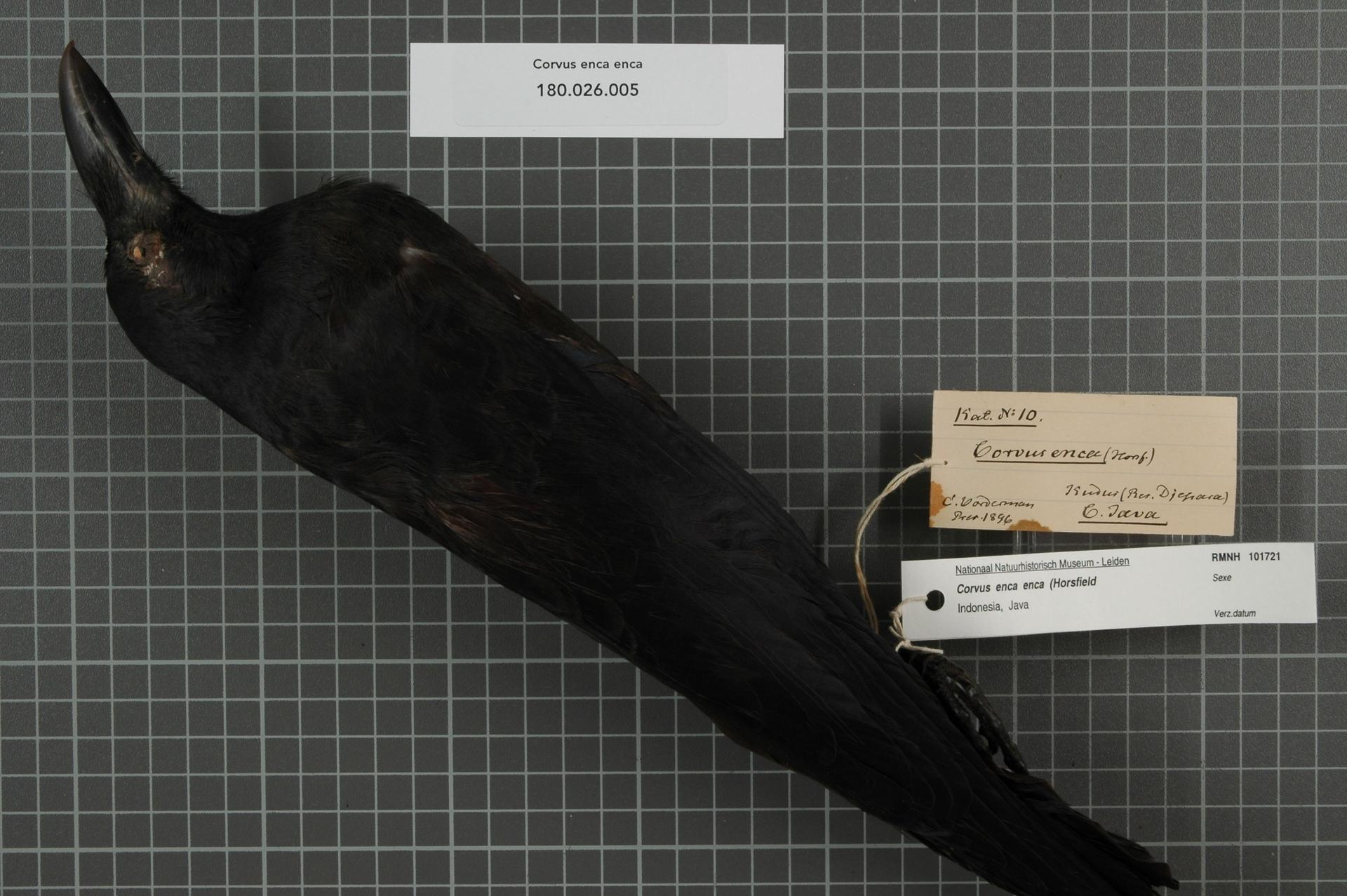
Esemplare impagliato della sottospecie nominale.
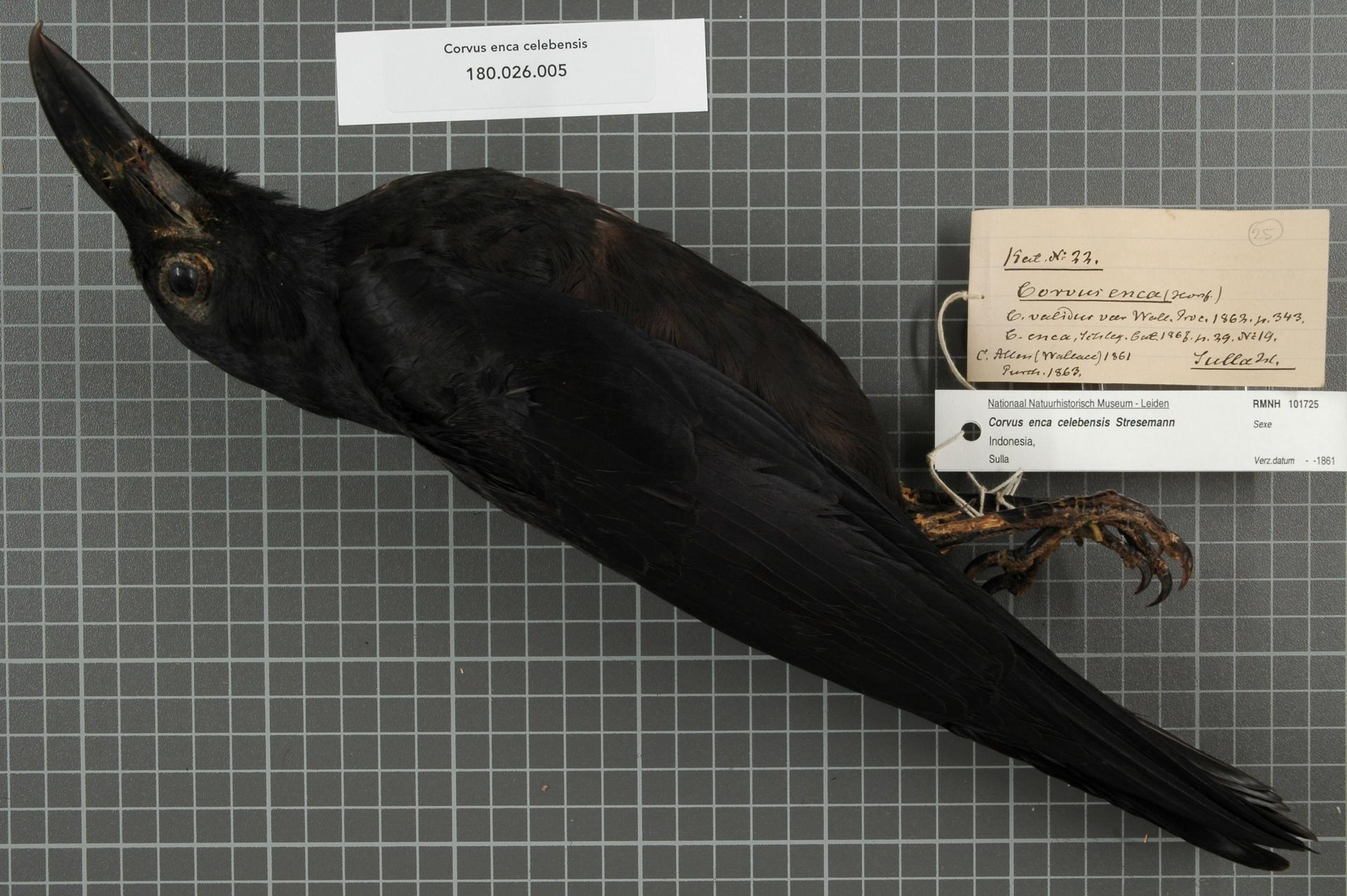
Esemplare impagliato della sottospecie celebensis.
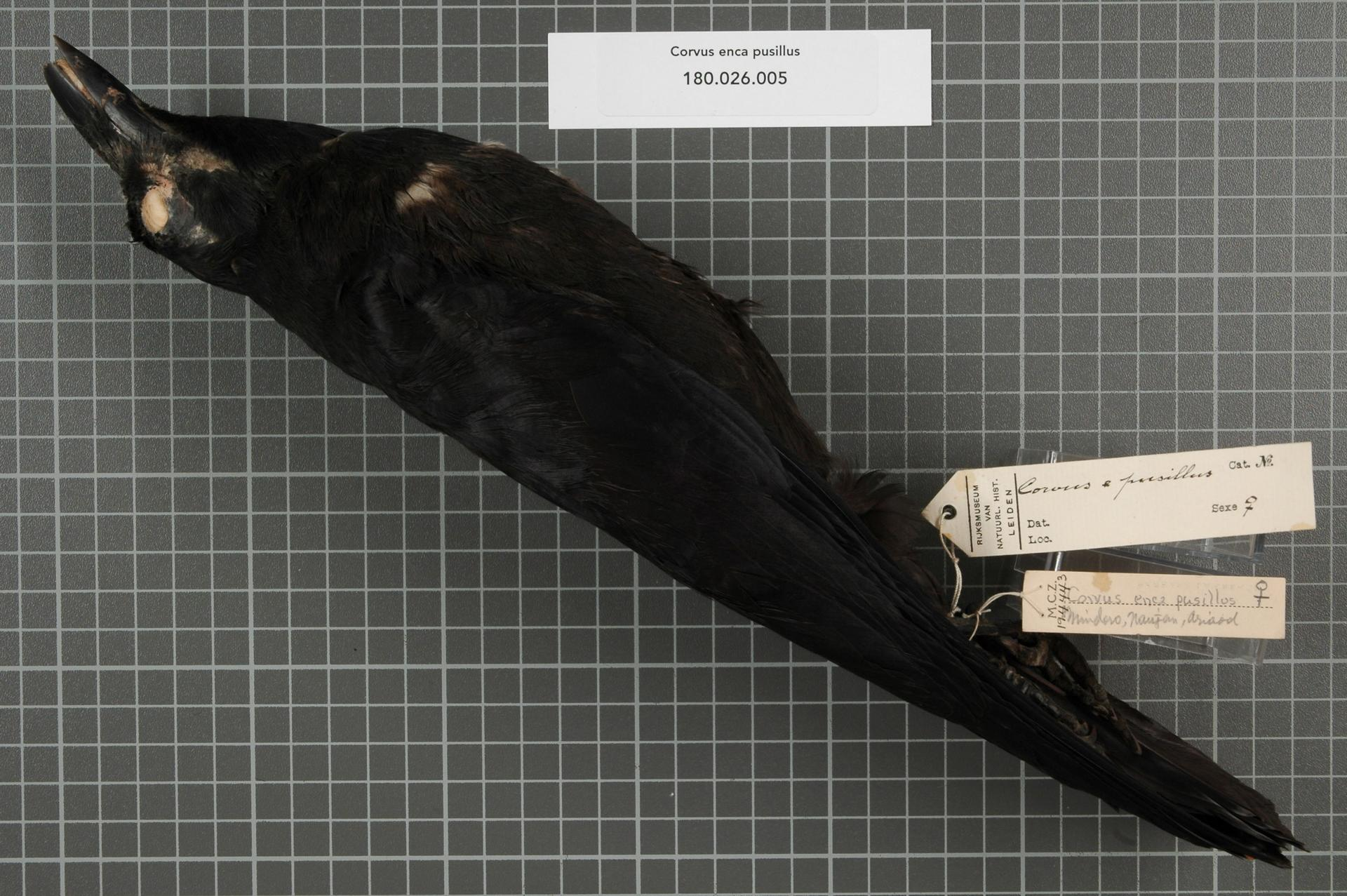
Esemplare impagliato della sottospecie pusillus.

la sistematica interna alla specie è molto confusa e lungi dall'essere chiarita: la sottospecie compilator, di recente elevazione, appare distintiva in base ai richiami ed alla taglia, ma geneticamente si dimostra affine a celebensis. Quest'ultima, dal canto suo, andrebbe elevata al rango di specie a sé stante (con mangoli come sottospecie), in base a differenze nei richiami e nel DNA mitocondriale: le popolazioni delle isole Banggai, attualmente ascritte a celebensis, potrebbero far parte di mangoli, così come andrebbe confermato lo status tassonomico di quelle delle isole Talaud e di Siau (anch'esse ascritte a celebensis) e di quelle delle isole Mentawai (ascritte alla sottospecie nominale). Anche le sottospecie filippine, distinte per taglia e vocalizzazioni (sia rispetto alle altre popolazioni che fra di loro) andrebbero secondo alcuni autori elevate al rango di specie a sé stanti.

Infine, due popolazioni un tempo classificate come sottospecie del corvo beccofine, il corvo di Banggai ed il corvo violaceo, sono state già elevate al rango di specie a sé stanti.